# Внутренняя Аляска
Внутренняя Аляска занимает бо́льшую часть территории штата. В основном она представляет собой дикую природу. На её территории находятся такие горы, как Денали, Аляскинский хребет, горы Врангеля и горы Рэя. Коренными народами являются атабаски и эскимосы.
Крупнейшим городом данного региона является Фэрбанкс. Также там находятся такие города, как Норт-Поул, Игл, Ток, Гленналлен, Делта-Джанкшен, Ненана, Андерсон, Хили и Кентвелл.

## Климат
Температура Внутренней Аляски сильно меняется в течение года. Средняя температура зимой в Фэрбанксе составляет −24 °C, а летом — +17 °C. Самая высокая и самая низкая температуры штата были зафиксированы именно в данном регионе: +38 °C в Форт-Юконе и −64 °C в Проспект-Крик. Кроме того, температура во время зимы также сильно изменчива: длительные заморозки с температурой ниже чем −40 °C могут резко сменятся тёплым периодом с температурой выше нуля из-за ветра шинук.
Лето может быть тёплым и сухим в течение длительных периодов, что создаёт идеальные условия для возникновения пожара. Так молнии могут послужить причиной лесных пожаров, которые, чаще всего, никто не тушит, так как, в основном, они возникают вдали от населённых пунктов. В 2004 году был установлен рекорд, когда выгорело 27000 км².
Средняя годовая норма осадков составляет 28,7 см. Большей частью они выпадают зимою в виде снега. Большинство бурь возникают в заливе Аляска, однако количество осадков ограничено из-за эффекта дождевой тени, порождаемой Аляскинским хребтом.
Во время ясных зимних ночей часто можно наблюдать полярное сияние.

## Коренное население
Большей частью коренное население представляют атабаски, однако в Фэрбанксе также проживает большое количество эскимосов (юпики и инупиаты).